# 仮葉枝
仮葉枝（かようし、英: phylloclade, cladophyll、羅: phyllocladium, cladophyllum）は、一見葉に見えるまでに変形した茎である。平たくなった茎である扁茎（へんけい、cladode）の一型である。葉状茎（ようじょうけい）や葉状枝（ようじょうし）ともいう。裸子植物のエダハマキ Phyllocladus（マキ科）や単子葉類のナギイカダ、クサナギカズラ（ともにクサスギカズラ科）、真正双子葉類のクジャクサボテン属 Epiphyllum（サボテン科）などに見られる。
仮葉枝は、茎ができるべき位置に葉の性質を持った器官が形成されたもので、葉と茎の中間的な器官である。退化した葉に腋生することや花や腋芽をその上に作ることから、葉ではなく茎であることがわかる。ただし、発生メカニズムは葉と茎の中間的であり、葉で働く遺伝子発現パターンを示す。

## エダハマキ属
エダハマキ Phyllocladus（フィロクラドゥス属；マキ科）は成長すると葉が鱗片状に退化し、その腋から羽状複葉や単葉に見える仮葉枝を形成する。英名は Celerytop Pine といい、セロリに喩えられる。なお、若い個体は螺生する針形葉を形成する。

## クサスギカズラ科
単子葉類のクサナギカズラ科では、クサスギカズラ属 Asparagus、ナギイカダ属 Ruscus、Danae 属 などに仮葉枝が見られる。
ナギイカダ属では、針状葉の腋に扁平な仮葉枝が形成される。この仮葉枝の中央には、花序をつける。なお、真正双子葉類のハナイカダ（ハナイカダ科）は同じように平たい構造であるが真の葉（蓋葉）の上に花序が形成されてできたもの（葉上花序）であり、構造が異なる。
クサスギカズラ属の仮葉枝は属内でその形態が多様化している。クサナギカズラ A. asparagoides は側枝が扁平になる。この仮葉枝の維管束の配置は向背軸極性を有し、葉のように中央-側方軸に沿って一列に並んでいる。しかし、仮葉枝の維管束では、木部は背軸側に、篩部が向軸側に位置し、一般的な葉における配置が倒立したものとなっている。仮葉枝は葉の背腹性を制御する遺伝子群を流用することで、葉状となることが分かっている。腋芽の分裂組織（仮葉枝原基）では、HD-ZIP III 遺伝子群が向軸側で、HD-ZIP III の mRNA を切断することで葉の背軸側の分化を促進する miR166 というマイクロRNAが背軸側で発現している。同属のアスパラガス A. officinalis では、葉は針状となり、その腋に緑色の細い柱状の枝を束生する。これは扁平ではないが、仮葉枝とされる。アスパラガスの仮葉枝は向背軸極性を欠き、維管束が同心円状に配置しており、気孔は表皮細胞全面に分布する。miR166 が仮葉枝原基の全縁で発現すると同時に、HD-ZIP III が中央部のみで発現することで実現されており、扁平だった仮葉枝が二次的に柱状になったと考えられている。

## モクマオウ科

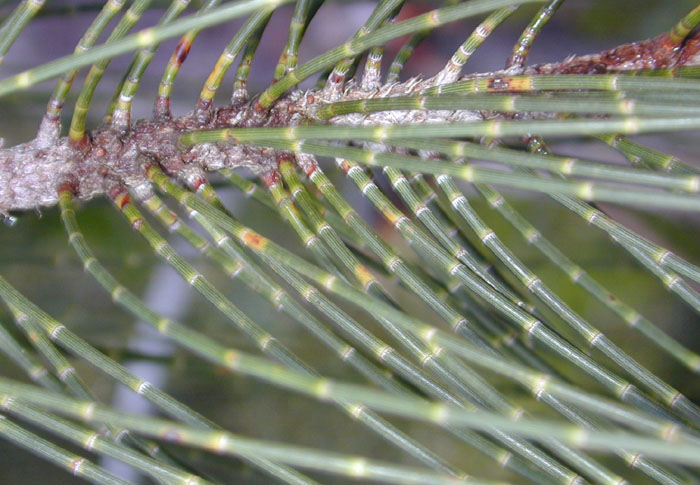
トクサバモクマオウ の仮葉枝

真正双子葉類のモクマオウ科に属する、カニンガムモクマオウやトクサバモクマオウは、柱状の緑色のシュートを持ち、そこに鱗片葉が輪生する。このシュートは扁平ではないが光合成を担い、仮葉枝、または柱状の扁茎（cylindric cladode）と言及されてきた。しかし、組織切片の観察結果から、このシュートは鱗片葉が互いに合着して形成された葉鞘に覆われており、葉の基部は茎に癒合しているため、シュートの表面を覆う光合成組織は柵状組織様の葉の組織であることが分かり、茎を指す用語である「仮葉枝」や「扁茎」の語を用いるのは適切ではないとされる。こうしたモクマオウのシュートの特徴は乾燥への適応であると考えられている。